# Willie le Roux
Willie le Roux (wym. [ˈvəli ləˈruː], ur. 18 sierpnia 1989 r. w Stellenbosch) – południowoafrykański rugbysta, wszechstronny zawodnik formacji ataku – może występować na pozycji skrzydłowego oraz obrońcy, zaś w przeszłości grał jako łącznik ataku. Reprezentant kraju, zdobywca i dwukrotny uczestnik pucharu świata.

## Początki
Willie urodził się w Stellenbosch w Prowincji Przylądkowej Zachodniej jako najstarsze z trójki dzieci Willema i Hanlie le Roux. Zarówno ojciec, jak i dziadek przyszłego reprezentanta kraju w młodości amatorsko grali w rugby – odpowiednio w Van der Stel R.C. w Stellenbosch i Logan Rugby Union w Carnarvon w regionie Karru.
Młody Le Roux do swojego pierwszego klubu, Strand Somerset West R.F.C. trafił w wieku lat pięciu. Swoją grę rozwijał następnie w szkole podstawowej Lochnerhof w Strand i Paul Roos Gymnasium w Stellenbosch. W 2002 roku uczestniczył w barwach regionalnej drużyny Western Province w turnieju Craven Week dla drużyn do lat 13. Pięć lat później otrzymał powołanie ten sam turniej (w kategorii U-18), jednak nie ostatecznie nie wziął udziału w zawodach. W 2008 roku, wkrótce po ukończeniu Paul Roos Gymnasium, dołączył do zespołu Boland Cavaliers z pobliskiego Wellington. Przez dwa lata (2008–2009) występował w zespole U-21 – drugą połowę sezonu 2009 spędził już trenując z pierwszą drużyną.
W październiku 2009 roku podpisał krótkoterminowy kontrakt z francuskim klubem Racing Métro 92 – miał stanowić zabezpieczenie na pozycji środkowego wobec kontuzji Andrei Masiego. Powrót Włocha do zdrowia spowodował rozwiązanie umowy z Le Roux w lutym 2010 roku. W trakcie pobytu we Francji Willie grywał w zespole Espoirs („nadziei”), czyli drużynie do lat 23.

## Kariera klubowa
Po powrocie z Europy Le Roux przebił się do pierwszej drużyny Boland Cavaliers, w której spędził dwa sezony – występował w Vodacom Cup i drugiej dywizji Currie Cup. Grając jako łącznik ataku i obrońca, zdobył dla Kavaliers 27 przyłożeń (18 w Currie Cup i 9 w Vodacom Cup).
Przed sezonem 2012 Willie przeniósł się do Kimberley i zespołu Griquas, który w rozgrywkach Super Rugby współtworzy drużynę Central Cheetahs. W swoim debiutanckim sezonie w Super Rugby wystąpił w 16 meczach swojej drużyny, jednak Gepardy zajęły dopiero czwarte (na pięć) miejsce w grupie południowoafrykańskiej. Niewiele lepiej wiodło się drużynie Griquas, która w pierwszej dywizji Currie Cup zajęła miejsce piąte wśród sześciu startujących ekip. Le Roux był podstawowym zawodnikiem swojej drużyny, występując głównie na pozycji skrzydłowego.
W sezonie 2013 Cheetahs z Le Roux w składzie wypadli znacznie lepiej, niż rok wcześniej – w południowoafrykańskiej grupie zajęli miejsce drugie (za Blue Bulls) i awansowali do fazy pucharowej. W niej odpadli jednak w ćwierćfinale z Brumbies, późniejszymi finalistami, przegrywając 13:15. Sezon Super Rugby Le Roux zakończył poza niechlubną „najgorszą dwudziestką”, gdy chodzi o nieskuteczne szarże, co stanowiło stosunkowo dobry wynik. W kwietniu 2013 roku, w trakcie sezonu Super Rugby ogłoszono, że zawodnik przedłużył kontrakt z Cheetahs na sezony 2014 i 2015. Nowa umowa przewidywała również przenosiny z Griquas do Free State Cheetahs po zakończeniu rozgrywek Currie Cup w 2013 roku. Donoszono, że Willie otrzymywał wcześniej oferty z zespołów Sharks i Western Province, a także drużyn z Francji i Japonii. Z uwagi na obowiązki reprezentacyjne Le Roux w owym roku nie uczestniczył w barwach drużyny z Kimberley w zmaganiach ligowych. Mimo tego wziął udział w odbywającym się październiku 2013 roku dwumeczu barażowym z ekipą Pumas, który miał decydować o utrzymaniu się Griquas w wyższej grupie rozgrywek. W listopadzie, podczas pojedynku z drużyną Fidżi zadebiutował w barwach Barbarians, elitarnego klubu dla zaproszonych zawodników.
Sezon 2014 w wykonaniu Cheetahs ponownie nie należał do udanych: gracze Gepardów okazali się być najsłabsi w Południowej Afryce i z dorobkiem 24 punktów zajęli 14 miejsce wśród 15 drużyn, jednak sam Le Roux prezentował się bardzo dobrze. W trakcie sezonu przewodził w statystykach rajdów z piłką oraz uzyskanych w ten sposób metrów, był trzeci pod względem tzw. podań „na kontakcie” (podczas szarży rywala), znalazł się w najlepszej dziesiątce przerwanych szarż, ale też gdy mowa o nieskutecznych szarżach w obronie.

## Kariera reprezentacyjna
Grający początkowo w mniej znaczących drużynach Le Roux nie był powoływany do reprezentacji młodzieżowych RPA. Na debiut w kadrze czekał do 2013 roku. Wysoka forma w barwach Cheetahs zaowocowała powołaniem przez selekcjonera Heyneke Meyera do drużyny narodowej na czerwcowe spotkania kontrolne. Swoje pierwsze spotkanie dla Springboks rozegrał 8 czerwca w Durbanie, a rywalem była reprezentacja Włoch. Debiutancki występ Le Roux, pomimo kilku niecelnych zagrań, został oceniony stosunkowo wysoko, a Meyer pochwalił ruchliwość, jaką wprowadził do formacji ataku.
Podczas The Rugby Championship był już podstawowym zawodnikiem kadry, grając na pozycji obrońcy i skrzydłowego – w trakcie turnieju zdobył trzy przyłożenia. W rozgrywkach prezentował się poprawnie, jednak jego osiągnięcia nie przekraczały średniego poziomu. Reprezentacja Południowej Afryki zajęła ostatecznie drugie miejsce, za Nową Zelandią. Przed październikowymi i listopadowymi „testmeczami” Le Roux został desygnowany na obrońcę drużyny narodowej, odsuwając tym samym od podstawowego składu Patricka Lambiego czy Zane’a Kirchnera. Rosnącą dyspozycję potwierdził w listopadowym meczu na Murrayfield, kiedy to Szkoci podejmowali reprezentację RPA – Le Roux po przechwycie piłki i 70-metrowym biegu zdobył przyłożenie, a kilka minut później asystował JP Pietersenowi, posyłając nogą sprytne kilkudziesięciometrowe podanie. Po meczu został wybrany najlepszym jego graczem.
Podobny tytuł przyznano Le Roux po spotkaniu z Walią, które w czerwcu 2014 roku rozegrano w Durbanie. Zawodnik Cheetahs zdobył w tym meczu przyłożenie, asystował przy trzech kolejnych, a komentatorzy zgodnie podkreślali, że swoją szybkością i nieszablonowymi zagraniami wyraźnie uwypuklił braki walijskiej drużyny. Odnotowano również fakt, iż w trudnych momentach przejął odpowiedzialność za konstruowanie akcji ofensywnych. Selekcjoner Heyneke Meyer stwierdził wówczas, że le Roux „jest najlepszym obrońcą na świecie”.
Powszechnie uznano, że wprowadzenie do kadry Williego le Roux sprawiło, że formacja ataku Springboks nabrała nowego wymiaru – nieprzewidywalności, zwrotności, szybkości, a więc elementów, których brakowało w grającej dotąd siłowo drużynie. Zarówno trener Meyer, jak i eksperci zauważyli natomiast, że sam Le Roux poprawił swoją grę w obronie, jednocześnie solidnie prezentując się w walce o wysoko zawieszoną piłkę czy podczas zagrywania piłki nogą.
Podczas The Rugby Championship 2014 Le Roux ponownie był podstawowym graczem Springboks, a reprezentanci RPA – mimo zwycięstwa w ostatniej kolejce nad nowozelandzkimi All Blacks – zajęli ostatecznie drugie miejsce.

## Wyróżnienia
- South African Rugby Players Association (z ang. stowarzyszenie zawodników rugby Południowej Afryki)
  - nagroda dla Zawodnika roku 2013 SARPA według zawodników (ang. SARPA Players’ Player of the Year 2013)[1][46][47]
- South African Rugby Union (z ang. południowoafrykański związek rugby)
  - nominacja do nagrody dla Zawodnika roku 2013 (ang. SARU Rugby Player of the Year)[47]
  - nominacja do nagrody dla Zawodnika roku 2013 w Super Rugby (ang. Vodacom Super Rugby Player of the Year)[47]